# Dukes d'Albuquerque
Pour les articles homonymes, voir Dukes.
Les Dukes d'Albuquerque (en anglais : Albuquerque Dukes) sont une ancienne franchise américaine de ligue mineure de baseball qui opéra en Pacific Coast League de 1972 à 2000 en remportant huit fois le titre.
Le nom des Dukes d'Albuquerque fut porté par plusieurs formations de baseball. La première d'entre elles opéra en 1915, puis mis fin à ses activités après une seule saison.
La franchise la plus importante s'installa en 1960 à Albuquerque. Elle joue alors en Class-D Sophomore League avant de rejoindre en 1962 la Double-A Texas League. Affilié un temps aux Dodgers de Los Angeles, la franchise adopte provisoirement le nom des Dodgers d'Albuquerque.
En 1972, les Dukes sont admis en Triple-A Pacific Coast League. L'année même de leur arrivée dans cette ligue, les Dukes enlèvent le titre. En 2000, la franchise est vendue à un groupe d'investisseurs de Portland qui font déménager dans cette ville pour devenir les Beavers de Portland.
En 2003, Albuquerque retrouve une équipe en Pacific Coast League avec les Isotopes d'Albuquerque.

## Palmarès
- Champion de la Pacific Coast League (AAA) : 1972, 1978, 1980, 1981, 1982, 1987, 1990, 1994